# Neuseeländische Cricket-Nationalmannschaft in Pakistan in der Saison 1984/85
Die Tour der neuseeländischen Cricket-Nationalmannschaft nach Pakistan in der Saison 1984/85 fand vom 12. November bis zum 15. Dezember 1984 statt. Die internationale Cricket-Tour war Bestandteil der Internationalen Cricket-Saison 1984/85 und umfasste drei Tests und vier ODIs. Pakistan gewann die Test-Serie 2–0 und die ODI-Serie 3–1.

## Vorgeschichte
Pakistan spielte zuvor eine Tour gegen Indien, Neuseeland eine Tour in Sri Lanka.
Das letzte Aufeinandertreffen der beiden Mannschaften bei einer Tour fand in der Saison 1978/79 in Neuseeland statt.

## Stadien
Die folgenden Stadien wurden für die Tour als Austragungsort vorgesehen.
| Stadion                  | Stadt      | Kapazität | Spiele  |
| ------------------------ | ---------- | --------- | ------- |
| Iqbal Stadium            | Faisalabad | 18.000    | 2. ODI  |
| Niaz Stadium             | Hyderabad  | 15.000    | 2. Test |
| National Stadium         | Karachi    | 34.228    | 3. Test |
| Gaddafi Stadium          | Lahore     | 60.000    | 1. Test |
| Ibn-e-Qasim Bagh Stadium | Multan     | 18.000    | 4. ODI  |
| Arbab Niaz Stadium       | Peshawar   | 20.000    | 1. ODI  |
| Jinnah Stadium           | Sialkot    | 18.000    | 3. ODI  |

## Kaderlisten
| Test | Test | ODI | ODI |
| Pakistan | Neuseeland | Pakistan | Neuseeland |
| --- | --- | --- | --- |
| - Abdul Razzaq - Anil Dalpat - Azeem Hafeez - Iqbal Qasim - Javed Miandad - Manzoor Elahi - Mohsin Kamal - Mudassar Nazar - Qasim Umar - Saleem Malik - Shoaib Mohammad - Tauseef Ahmed - Wasim Akram - Zaheer Abbas | - Stephen Boock - John Bracewell - Ewen Chatfield - Jeremy Coney - Jeff Crowe - Martin Crowe - Bruce Edgar - Evan Gray - Paul McEwan - Richard Reid - Ian Smith - Derek Stirling - John Wright | - Anil Dalpat - Javed Miandad - Manzoor Elahi - Masood Anwar - Mohsin Kamal - Mohsin Kamal - Mudassar Nazar - Naved Anjum - Saadat Ali - Sajid Ali - Saleem Malik - Saleem Yousuf - Sarfraz Nawaz - Shahid Mahboob - Shoaib Mohammad - Tauseef Ahmed - Wasim Akram - Zaheer Abbas - Zakir Khan | - John Bracewell - Chris Cairns - Ewen Chatfield - Jeremy Coney - Jeff Crowe - Martin Crowe - Paul McEwan - Richard Reid - Ian Smith - Martin Snedden - Derek Stirling - John Wright |

## One-Day Internationals

### Erstes ODI in Peshawar
| 12. November Scorecard | Peshawar | Pakistan 191-5 (39/39)       | – | Neuseeland 145 (36.2/39) |
|                        |          | Pakistan gewinnt mit 46 Runs |   |                          |

### Zweites ODI in Faisalabad
| 23. November Scorecard | Faisalabad | Pakistan 157-5 (20/20)      | – | Neuseeland 152-7 (20/20) |
|                        |            | Pakistan gewinnt mit 5 Runs |   |                          |

### Drittes ODI in Sialkot
| 2. Dezember Scorecard | Sialkot | Neuseeland 187-9 (36/36)       | – | Pakistan 153-8 (36/36) |
|                       |         | Neuseeland gewinnt mit 34 Runs |   |                        |

### Viertes ODI in Multan
| 7. Dezember Scorecard | Multan | Neuseeland 213-8 (35/35)      | – | Pakistan 214-9 (35/35) |
|                       |        | Pakistan gewinnt mit 1 Wicket |   |                        |

## Tests

### Erster Test in Lahore
| 16. – 20. November Scorecard | Lahore | Neuseeland 157 (74.4) & 241 (83) | – | Pakistan 221 (93.2) & 181-4 (65.1) |
|                              |        | Pakistan gewinnt mit 6 Wickets   |   |                                    |

### Zweiter Test in Hyderabad
| 25. – 29. November Scorecard | Hyderabad | Neuseeland 267 (108.3) & 189 (56.1) | – | Pakistan 230 (91.1) & 230-3 (64.4) |
|                              |           | Pakistan gewinnt mit 7 Wickets      |   |                                    |

### Dritter Test in Karachi
| 10. – 15. Dezember Scorecard | Karachi | Pakistan 328 (120) & 308-5 (94) | – | Neuseeland 426 (157.4) |
|                              |         | Remis                           |   |                        |